# Die Jetsons/Episodenliste
Diese Episodenliste enthält alle Episoden der US-amerikanischen Zeichentrickserie Die Jetsons, sortiert nach der US-amerikanischen Erstausstrahlung. Zwischen 1962 und 1963 (zur Hauptsendezeit auf ABC ausgestrahlt) sowie 1985 und 1987 entstanden in drei Staffeln insgesamt 75 Episoden mit einer Länge von jeweils etwa 20 Minuten.

## Staffel 1
| Nr. (ges.) | Nr. (St.) | Deutscher Titel                 | Originaltitel            | Erstausstrahlung USA | Drehbuch                                           |
| --- | --------- | ------------------------------- | ------------------------ | -------------------- | -------------------------------------------------- |
| 1 | 1         | Ein Mädchen für Alles           | Rosey the Robot          | 23. Sept. 1962       | Larry Markes                                       |
| Jane ist der Hausarbeit überdrüssig und probiert für einen Tag kostenlos eine gebrauchte Roboter-Haushaltshilfe namens Rosie aus, ohne zu wissen, dass George seinen Chef Mr. Spacely nach Hause bringt, um seine Armut zu beklagen und um eine Gehaltserhöhung zu bitten. Hinweis: Mrs. Spacely heißt in dieser Folge „Stella“.                         |           |                                 |                          |                      |                                                    |
| 2 | 2         | Rendezvous mit einem Star       | A Date with Jet Screamer | 30. Sept. 1962       | Harvey Bullock                                     |
| Genervt von Judys Besessenheit von Pop-Idol Jet Screamer (Howard Morris), sabotiert George ihre Teilnahme an einem Songwriting-Wettbewerb, indem er Elroys Geheimcode „Eep, Opp, Ork, Ah-ah“ eintauscht. Daraus wird der Gewinnersongtext von Judy. Diese Folge markierte Howard Morris’ erste Rolle als Synchronsprecher für Hanna-Barbera.             |           |                                 |                          |                      |                                                    |
| 3 | 3         | Gangster, Gleiter und Millionen | The Space Car            | 7. Okt. 1962         | Barry E. Blitzer                                   |
| George und Jane gehen ein Auto kaufen, ohne zu ahnen, dass sie versehentlich mit einem Bankräuber das Auto getauscht haben. |           |                                 |                          |                      |                                                    |
| 4 | 4         | Ein Hund fürs Leben             | The Coming of Astro      | 14. Okt. 1962        | Tony Benedict                                      |
| Als der Rest der Familie Astro, einen streunenden Hund, den Elroy aus dem Park mitgebracht hat, behalten will, bringt George als Kompromiss den Roboterhund 'Lectronimo mit nach Hause. |           |                                 |                          |                      |                                                    |
| 5 | 5         | Sportsfreunde                   | Jetson's Nite Out        | 21. Okt. 1962        | Harvey Bullock und R.S. Allen                      |
| Mr. Spacely bittet George mit ihm zum Roboter-Footballspiel zu gehen, aber sie müssen ihre Frauen anlügen, um ihren Verpflichtungen (Violinkonzertbesuch bzw. Elternabend) zu entgehen. |           |                                 |                          |                      |                                                    |
| 6 | 6         | Ausflug zum Mond                | The Good Little Scouts   | 28. Okt. 1962        | Larry Markes                                       |
| George nimmt Elroys Pfadfindergruppe widerwillig mit auf eine Reise zum Mond – und verirrt sich prompt. |           |                                 |                          |                      |                                                    |
| 7 | 7         | Höhenflüge                      | The Flying Suit          | 4. Okt. 1962         | Tony Benedict                                      |
| Die Rivalität zwischen Spacely Sprockets und Cogswell Cogs spitzt sich zu als der Cheferfinder von Cogswell, Moonstone, den Prototyp eines Anzugs vorstellt, der seinem Träger das Fliegen ermöglicht. |           |                                 |                          |                      |                                                    |
| 8 | 8         | Wahre Liebe                     | Rosey's Boyfriend        | 11. Nov. 1962        | Walter Black                                       |
| Rosie findet in Henry Orbits mechanischem Assistenten namens Mac einen Verehrer. |           |                                 |                          |                      |                                                    |
| 9 | 9         | Elroy wird ein Star             | Elroy's TV Show          | 18. Nov. 1962        | Warren Foster                                      |
| Als Elroy eine Hauptrolle in der neuen Fernsehserie „Spaceboy Zoom und sein Hund Astro“ bekommt, wird George zu einem übereifrigen Bühnenvater. |           |                                 |                          |                      |                                                    |
| 10 | 10        | Der Konkurrent                  | Uniblab                  | 25. Nov. 1962        | Barry E. Blitzer                                   |
| George ärgert sich darüber, dass er unter dem elektronischen Speichellecker Uniblab arbeiten muss. |           |                                 |                          |                      |                                                    |
| 11 | 11        | Großvaters Baby                 | A Visit from Grandpa     | 2. Dez. 1962         | Geschichte: Joseph Hoffman; Drehbuch: Walter Black |
| Georges 110-jähriger Großvater Montague kommt zu Besuch und wird in eine Reihe von Missgeschicken verwickelt. |           |                                 |                          |                      |                                                    |
| 12 | 12        | Astros Geheimnis                | Astro's Top Secret       | 9. Dez. 1962         | Tony Benedict                                      |
| Als er versehentlich Elroys neues fliegendes Autospielzeug verschluckt und die Fähigkeit zu fliegen erlangt, wird Astro verhört, als Cogswell ihn verdächtigt, an einer neuen Erfindung der Spacely Sprockets beteiligt zu sein. |           |                                 |                          |                      |                                                    |
| 13 | 13        | Las Venus                       | Las Venus                | 16. Dez. 1962        | Barry E. Blitzer                                   |
| In ihren zweiten Flitterwochen muss George seine Zeit aufteilen, um Jane auszuführen und Gigi Galaxy, eine potenzielle Kundin von Spacely Sprockets, zu umwerben. |           |                                 |                          |                      |                                                    |
| 14 | 14        | Der Superheld                   | Elroy's Pal              | 23. Dez. 1962        | Walter Black                                       |
| Elroy ist in den TV-Superhelden Nimbus den Großen verliebt, der vielleicht nicht so großartig ist, wie er scheint. |           |                                 |                          |                      |                                                    |
| 15 | 15        | Die Wunderweste                 | Test Pilot               | 30. Dez. 1962        | Harvey Bullock und R.S. Allen                      |
| Nach einem Missgeschick in der Arztpraxis glaubt George, dass er gleich sterben wird und meldet sich freiwillig zum Gefahrendienst, um eine „unzerstörbare“ Jacke zu testen. |           |                                 |                          |                      |                                                    |
| 16 | 16        | Kampf um Astro                  | Millionaire Astro        | 6. Jan. 1963         | Tony Benedict                                      |
| Astro gerät in einen Sorgerechtsstreit zwischen den Jetsons und dem Millionär J.P. Gottrockets, dem ursprünglichen Besitzer von Astro, der den Hund Tralfaz genannt hatte. |           |                                 |                          |                      |                                                    |
| 17 | 17        | Der Minimator                   | The Little Man           | 13. Jan. 1963        | Tony Benedict                                      |
| George wird von Spacelys neuer Minivac-Maschine, die große Teile beim Versand minimieren soll, auf eine Größe von sechs Zoll geschrumpft. Doch als die Maschine eine Fehlfunktion hat, muss George sich bei Cogswell Cogs einschleichen, um ein Teil zu stehlen, mit dem er die Maschine reparieren und wieder seine ursprüngliche Größe erreichen kann. |           |                                 |                          |                      |                                                    |
| 18 | 18        | Frau am Steuer …                | Jane's Driving Lesson    | 20. Jan. 1963        | Geschichte: Joanna Lee; Drehbuch: Dalton Sandifer  |
| Nach einer Fahrt zu viel mit dem Bus verlangt Jane von George, dass sie Fahrstunden nehmen darf. Dabei treibt sie erst den Fahrlehrer in die Verzweiflung und danach einen Bankräuber. |           |                                 |                          |                      |                                                    |
| 19 | 19        | Stillgestanden!                 | G.I. Jetson              | 27. Jan. 1963        | Barry E. Blitzer                                   |
| Georges Space Guard-Einheit wird zur Ausbildung herangezogen, wo George unter dem Kommando seines Chefs, Major Spacely und Sargent Uniblab, steht. |           |                                 |                          |                      |                                                    |
| 20 | 20        | Die Misswahl                    | Miss Solar System        | 3. Febr. 1963        | Barry E. Blitzer                                   |
| Jane nimmt an einem Schönheitswettbewerb teil, um ihrem Mann zu beweisen, dass sie genauso schön ist wie der Filmstar Gina Lolajupiter. Er sitzt jedoch in der Jury. |           |                                 |                          |                      |                                                    |
| 21 | 21        | Der neue Nachbar                | Private Property         | 10. Febr. 1963       | Barry E. Blitzer                                   |
| Als Cogswell ein neues Büro nebenan eröffnet, um die Spacely Sprockets auszuspionieren, wird George beauftragt einen Weg zu finden, Cogswell loszuwerden. |           |                                 |                          |                      |                                                    |
| 22 | 22        | Die WildWest-Kur                | Dude Planet              | 17. Febr. 1963       | Walter Black                                       |
| Als Jane von der Knopfdruck-Hausarbeit übermüdet ist, verschreibt ihr Arzt ihr einen Urlaub auf einer Ferienranch. Hinweis: Cameo-Crossover-Auftritt der Version von Wilma Feuerstein aus dem 22. Jahrhundert als Janes Freundin Helen. |           |                                 |                          |                      |                                                    |
| 23 | 23        | Auf der Flucht                  | TV or Not TV             | 24. Febr. 1963       | Tony Benedict                                      |
| George und Astro werden Zeugen eines Banküberfalls und tauchen unter, ohne zu ahnen, dass es sich in Wirklichkeit nur um Schauspieler handelt, die eine Szene für eine Fernsehsendung drehen. |           |                                 |                          |                      |                                                    |
| 24 | 24        | Unter Gangstern                 | Elroy's Mob              | 3. März 1963         | Barry E. Blitzer                                   |
| Nachdem eine Verwechslung seiner Noten ihn aus der Fassung bringt und seine Eltern ihn ohne Abendessen in sein Zimmer schicken, weil Elroy versucht hat zu erklären, dass es nicht seine Noten waren, laufen Elroy und Astro von zu Hause weg. |           |                                 |                          |                      |                                                    |

## Staffel 2
| Nr. (ges.) | Nr. (St.) | Deutscher Titel                             | Originaltitel                           | Erstausstrahlung USA | Drehbuch                                                                          |
| --- | --------- | ------------------------------------------- | --------------------------------------- | -------------------- | --------------------------------------------------------------------------------- |
| 25 | 1         | Elroy trifft Orbitty                        | Elroy Meets Orbitty                     | 16. Sept. 1985       | Mark Young                                                                        |
| Während eines Schulausflugs zu einem abgelegenen Asteroiden findet Elroy einen seltsamen rosafarbenen Stein, der sich als Ei entpuppt, aus dem Orbitty schlüpft, ein Wesen mit Sprungfedern. |           |                                             |                                         |                      |                                                                                   |
| 26 | 2         | Ohne Rosie geht es nicht                    | Rosie Come Home                         | 17. Sept. 1985       | Glenn Leopold                                                                     |
| Aufgrund einer Fehlfunktion in ihren Systemen glaubt Rosie, dass sie ersetzt werden soll. Sie läuft weg und wird fast von einer Schrottpresse zerquetscht, bis die Jetsons sie davon überzeugen können, dass sie ein Teil der Familie ist. |           |                                             |                                         |                      |                                                                                   |
| 27 | 3         | Achtung Spione                              | Solar Snoops                            | 18. Sept. 1985       | Barry E. Blitzer                                                                  |
| Ein unbekanntes Paket, das an Spacely Sprockets geliefert wird, enthält einen Roboter-Wachhund namens „Sentro“, und Spacely beschließt, ihn zur Bewachung seines „Schokoladen-Mikrochip-Kekses“ einzusetzen. Der „Galactic Sneak“ – ein Spion von Cogswell Cogs – hat jedoch eine Trojanisches-Pferd-ähnliche Aktion durchgeführt, indem er sich in Sentros Körper versteckt hat, um Spacelys Fabrik zu infiltrieren. Als er und Sentro den Prototyp des Mikrochip-Kekses stehlen, ist es an George Jetson, der in den Nachrichten eine Stellenanzeige für eine Chefsekretärin von Cogswell Cogs entdeckt, sich in „Georgina Jetstream“ zu verwandeln, Cogswell Cogs zu infiltrieren und Spacelys Keks zurückzubekommen. |           |                                             |                                         |                      |                                                                                   |
| 28 | 4         | Judys Geburtstagsüberraschung               | Judy's Birthday Surprise                | 19. Sept. 1985       | Mark Young                                                                        |
| Judy scheint zu glauben, dass niemand an ihren Geburtstag gedacht hat, bis eines der unbeliebteren Kinder ihr zeigt, dass sie tatsächlich geliebt wird. Sie ist schockiert, als sie feststellt, dass niemand etwas über ihren Geburtstag gesagt hat, aber überrascht ist, als alle, einschließlich Mr. Spacely, ihr eine der besten Überraschungspartys aller Zeiten schmeißen. |           |                                             |                                         |                      |                                                                                   |
| 29 | 5         | Super George                                | SuperGeorge                             | 20. Sept. 1985       | George Atkins                                                                     |
| Die Jetsons hatten schon früher Gegenstände von „Nebulous Nifty“ bekommen, die ihnen nicht gut bekommen sind. Ein automatischer Bananenschäler der alles schälen wollte, was ihm vor die Klinge kam, und ein Missgeschick mit dem Atomfön hatte George eine Weile Zeit gekostet, bis ihm die Haare wieder nachgewachsen waren. Bald kaufen sie von einem Verkäufer von Nebulous Nifty einen Denkomat, mit der sich die Familie folgendes vorstellen kann: Jane und George werden bedient; Judy wünscht sich, dass sie den Preis für den Teenie-Star des Jahres gewinnt; Elroy wünscht sich, ein Basketballspieler zu sein (aber er ist zu groß für das Tor); Astro wünscht sich, dass Hunde (ihn eingeschlossen) sich wie Menschen verhalten und umgekehrt. Als George den Denkomat wieder benutzt, um im Haus zu helfen, explodiert er und verleiht George für den Tag Superkräfte, da er als SuperGeorge agiert. Nachdem George von Mr. Spacely gefeuert wurde, weil er die Firma bei einem Fusionsgeschäft beschädigt hat, wird er im Park von einem Kampfveranstalter angesprochen, der ihm einen Kampf gegen den Jupiter Prügelknabe anbietet. Nachdem Rosie den Verkaufsroboter zu sich nach Hause geholt und seinen Liebesprozessor entfernen lassen hat, damit er aufhört, Rosie zu jagen, erfährt Jane, dass die Superkräfte von George in einem Tag ablaufen. Während Spacely dem Kampf beiwohnt und hofft, dass George verliert, gibt Jane George während des Kampfes ein Zeichen, dass seine Kräfte ablaufen, während George wieder normal wird und dabei vom Jupiter Prügelknabe zerquetscht wird. Zurück zu Hause erhält George einen Anruf von Spacely, der ihm dafür dankt, dass er gegen den Jupiter Prügelknabe verloren und die Wette gewonnen hat. Als George fragt, mit wem er fusioniert hat, erklärt Spacely, dass seine Firma jetzt S„pacely Nebulous Nifty Sprockets“ heißt. George erklärt Spacely, dass Nebulous Nifty für Produkte bekannt war, die sich selbst zerstören, als das Gebäude einstürzt und Spacely George für etwas feuert, das nicht seine Schuld ist. Da der Liebesprozessor versehentlich wieder in Rosie eingesetzt wurde, jagt sie den Verkaufsroboter, während George Jane auf die gleiche Weise jagt. |           |                                             |                                         |                      |                                                                                   |
| 30 | 6         | Das Familienquiz                            | Family Fallout                          | 23. Sept. 1985       | Mark Seidenberg                                                                   |
| Nach einigen Schikanen von Mr. Spacely treten die Jetsons in einer Spielshow namens „Family Fallout“ (in Anlehnung an Familien-Duell) gegen die Spacelys an. Die Jetsons gewinnen am Ende ein neues Foodarackacycle, während die schockierten und entsetzten Spacelys einen lebenslangen Vorrat an Cogswells Cogs erhalten. |           |                                             |                                         |                      |                                                                                   |
| 31 | 7         | Die Zeitmaschine                            | Instant Replay                          | 24. Sept. 1985       | George Atkins                                                                     |
| Ein älterer Mann im Bus nach Hause bietet George ein besseres Leben mit einer besonderen Erfindung namens „Replayola“ an, aber als George versehentlich seinen Hochzeitstag mit Jane löscht, muss er sich entscheiden, ob er seinen neu gewonnenen Reichtum und seine Macht behalten oder darauf verzichten und sein normales Familienleben wieder aufnehmen will. |           |                                             |                                         |                      |                                                                                   |
| 32 | 8         | Die Mondflöhe                               | Fugitive Fleas                          | 25. Sept. 1985       | Barry E. Blitzer                                                                  |
| Eine Rockband von Flöhen flüchtet auf Astro, um dem tyrannischen Flohzirkus von Solarini zu entkommen. |           |                                             |                                         |                      |                                                                                   |
| 33 | 9         | Mr. Spaclys neuer Raumgleiter               | S.M.A.S.H.                              | 26. Sept. 1985       | Barry E. Blitzer                                                                  |
| Jane fährt versehentlich Mr. Spacelys Auto zu Schrott, das sie sich geliehen hat, woraufhin dieser fröhlich George die Schuld gibt und ihn quasi zum Sklaven und Kriecher macht, bis sich herausstellt, dass die Bremsen durch ein Stück feines Weltraumporzellan aus einer von Spacelys Weltraumporzellansammlungen blockiert werden. Damit sind die Jetsons entlastet, und der Spieß wird umgedreht: Ein wütender und gedemütigter Spacely wird zum widerwilligen Diener von George. |           |                                             |                                         |                      |                                                                                   |
| 34 | 10        | George bei den Robolympischen Spielen       | One Strike, You're Out                  | 30. Sept. 1985       | Mark Young                                                                        |
| Als Spacely erfährt, dass sein Konkurrent Cogswell den Preis „Tycoon des Tages“ gewonnen hat, setzt er alles daran, ihn zu schlagen, und zwingt alle seine Mitarbeiter zu einer „Dreifach-Schicht“. Nach 24 Stunden Arbeit und heftiger Schikane durch Spacely überzeugt George versehentlich die menschlichen Angestellten von Spacely Sprockets, in den Streik zu treten. In der Zwischenzeit wird George mit seinen eigenen Problemen konfrontiert, als er Elroys Sportroboter „Jocko“ zerstört und dann versucht, seinen Sohn zu beeindrucken, indem er den Roboter selbst spielt. |           |                                             |                                         |                      |                                                                                   |
| 35 | 11        | Rosie und der Muttertag                     | Mother's Day for Rosie                  | 1. Okt. 1985         | Harvey Bullock                                                                    |
| In Orbit City ist Muttertag, aber Rosie ist nicht in der Stimmung zum Feiern, denn das erinnert sie an ihre eigene deaktivierte Mutter. George ist jedoch entschlossen, die Baupläne des „XB-400“ (Vorgänger des XB-500, Rosies Modellnummer) zu finden und Rosie ihr Glück zurückzugeben. |           |                                             |                                         |                      |                                                                                   |
| 36 | 12        | Besuch aus dem All                          | S'no Relative                           | 2. Okt. 1985         | Barry E. Blitzer und Tony Benedict                                                |
| Georges und Janes Neffe, Hunky Moonrock, soll die Erde besuchen, aber als ein Forschungsteam einen eingefrorenen Bewohner des Planeten Polaris verliert, wird alles auf den Kopf gestellt, als dieser Außerirdische direkt vor der Wohnung der Jetsons aufgetaut wird und für Hunky gehalten wird. |           |                                             |                                         |                      |                                                                                   |
| 37 | 13        | Der Tanzkönig                               | Dance Time                              | 3. Okt. 1985         | George Atkins                                                                     |
| Jane überredet George Tanzstunden zu nehmen, damit er Judy bei ihrer Einweihungsparty nicht in Verlegenheit bringt. Doch seine unkoordinierten Bewegungen veranlassen einen Mechaniker, ihm mit automatischen Tanzschuhen zu helfen. |           |                                             |                                         |                      |                                                                                   |
| 38 | 14        | Judy hebt ab                                | Judy Takes Off                          | 7. Okt. 1985         | Mark Young                                                                        |
| Als Judy das Angebot erhält, ihre Familie zu verlassen und ihre Cousine Melissa zu besuchen, zögert sie zunächst, überlegt es sich aber anders, als sie sieht, wie sehr sich ihre Cousine verändert hat, was George dazu veranlasst, ungewollt die Rolle des „Weltraum-Asses“ zu übernehmen, um seine Tochter auszuspionieren, damit sie keinen Ärger bekommt. In der Zwischenzeit bewerben sich Jane und Mrs. Spacely um die Auszeichnung „Frau des Jahres“. |           |                                             |                                         |                      |                                                                                   |
| 39 | 15        | Sieger haben kurze Beine                    | Winner Takes All                        | 9. Okt. 1985         | Pamela Burton und Laura Numeroff                                                  |
| George wird zu einem olympischen Kräftemessen mit Cogswell Cogs überlistet, aber wenn Cogswell einen Zwillingsbruder als Ersatzmann einsetzt, kann George dann noch gewinnen, wenn er nicht weiß, wer wer ist? |           |                                             |                                         |                      |                                                                                   |
| 40 | 16        | Das verhängnisvolle Spiegelbild             | The Mirrormorph                         | 11. Okt. 1985        | Glenn Leopold                                                                     |
| Die Jetsons haben es mit einem sich verwandelnden Außerirdischen namens Mirrormorph zu tun, der sich in ein exaktes Duplikat der betreffenden Person verwandeln kann, aber stumm bleibt. |           |                                             |                                         |                      |                                                                                   |
| 41 | 17        | Der Hochzeitstag                            | The Cosmic Courtship of George and Jane | 14. Okt. 1985        | John Semper                                                                       |
| George vergisst seinen und Janes Hochzeitstag, und die beiden schwelgen in Erinnerungen, wie sie sich verliebt haben. Später findet das Paar heraus, dass der Pfarrer, der sie getraut hat, ein Betrüger war. Sie müssen also die Dinge richtigstellen und ihr Gelübde in Las Venus erneuern. George merkt, dass das schwierig wird, wenn Spacely und Janes Ex-Freund ebenfalls in Las Venus anwesend sind. Nach der gelungenen Hochzeit ertappt Spacely George und feuert ihn fast, aber Jane überzeugt Spacely, seine Meinung zu ändern, indem sie ihm erzählt, dass sie Mrs. Spacely schon eine Weile nicht mehr gesehen hat. |           |                                             |                                         |                      |                                                                                   |
| 42 | 18        | High Moon oder: Das große Duell             | High Moon                               | 15. Okt. 1985        | Bill Allen                                                                        |
| George hat die Nase voll davon, dass sein Sohn Elroy auf einen Fernsehstar namens Roger Mars fixiert ist, und beschließt daher, mit der Familie einen Road Trip zu unternehmen, um die Wurzeln des Alten Westens wiederzuentdecken. |           |                                             |                                         |                      |                                                                                   |
| 43 | 19        | Ein Computer mit Herz                       | Hi-Tech Wreck                           | 17. Okt. 1985        | Tony Benedict                                                                     |
| Aufgrund der ständigen Fehlfunktionen von R.U.D.I. droht Spacely damit, George und seine Familie auf den Planeten Outer Moongolia zu versetzen, wo George den unsichtbaren Bewohnern Zahnräder von Tür zu Tür verkaufen soll. Nachdem die Familie erfahren hat, was mit R.U.D.I. passiert ist, erstellt Elroy ein provisorisches Programm für R.U.D.I. und lässt seinen Vater Mr. Spacely raten, es auf niedriger Stufe laufen zu lassen, bis er eine bessere Version davon entwickelt hat. Nachdem R.U.D.I. während Mr. Spacelys Fusionsgeschäft mit Mr. Megabucks von der Megabucks Intergalactic Financial Corp. ein zweites Mal versagt, der R.U.D.I. so weit anhebt, dass er verletzt wird, befiehlt Mr. Spacely George wütend, sich in Outer Moongolia zu melden. George und seine Familie ziehen nach Outer Moongolia, während Elroy beklagt, dass er nicht die Gelegenheit bekommen hat, R.U.D.I. eine neue Programmierung zu geben. Als R.U.D.I. wieder in Betrieb genommen wird, ist Mr. Spacely gezwungen George zurückzuholen, als R.U.D.I. droht, seine Fabrik durch eine Kernschmelze zu zerstören. Nachdem George wieder eingestellt wurde, setzt er das neue permanente Programm in R.U.D.I. ein. |           |                                             |                                         |                      |                                                                                   |
| 44 | 20        | Das Findelkind                              | Little Bundle of Trouble                | 18. Okt. 1985        | Kerry Ehrin und Ali Marie Matheson                                                |
| Die Jetsons nehmen ein ausgesetztes Baby auf, das sie vor ihrer Haustür gefunden haben. Sie sind jedoch überrascht, als sich dieses „Baby“ als Zwerg eines Juwelendiebs entpuppt, der sich verkleidet hat. |           |                                             |                                         |                      |                                                                                   |
| 45 | 21        | Elroy im Wunderland                         | Elroy in Wonderland                     | 22. Okt. 1985        | Mike Dirham                                                                       |
| Eine Mischung aus „Alice im Wunderland“ und „Der Zauberer von Oz“. Als Elroy und Astro während ihres Urlaubs im Club Mellowstar getrennt werden, landen sie in einer Traumwelt, in der antike Roboter, die unseren modernen Geräten ähneln, gegeneinander Krieg führen. |           |                                             |                                         |                      |                                                                                   |
| 46 | 22        | Die Aussteiger                              | The Swiss Family Jetson                 | 23. Okt. 1985        | David N. Gottlieb und Herb Engelhardt                                             |
| Als George von Spacely für sechs Monate entlassen wird, überredet ihn die Familie, auf dem Planeten Paradisio auf dem Land zu leben – aber sie erleben den Schock ihres Lebens, als ein Sanierungsunternehmen ihr kleines Paradies in Eigentumswohnungen verwandelt. |           |                                             |                                         |                      |                                                                                   |
| 47 | 23        | Rosie Langfinger                            | Rip-Off Rosie                           | 24. Okt. 1985        | George Atkins                                                                     |
| George wird als Held gefeiert, als er einen defekten Transportroboter repariert, aber als Rosie danach anfängt, alles zu stehlen, was sie finden kann, müssen die Jetsons ihre „Jekyll-und-Hyde“-Persönlichkeit neu programmieren. |           |                                             |                                         |                      |                                                                                   |
| 48 | 24        | Träume werden wahr                          | Fantasy Planet                          | 28. Okt. 1985        | Lane Raichert                                                                     |
| Angesichts all der Probleme, die die Familie Jetson hat, beschließen sie, eine Reise zum Fantasy Planet zu unternehmen. Der Gastgeber – Mr. Rocket (gespielt von Sonny Melendrez und eine Anlehnung an „Mr. Roarke“ aus Fantasy Island) – lässt jedes Familienmitglied in Kapseln seine Fantasien ausleben: George: Chef von Jetson's Sprockets Jane: Königin eines Asteroiden, wo sie absolut nichts tut Judy: Weltbekannter Popstar Elroy und Astro: Superhelden-Team Nachdem sie gemerkt haben, dass ihre Fantasien nicht wirklich das sind, wonach sie gesucht haben, benutzen sie eine spezielle „Stoppuhr“, die ihre Fantasien beenden kann. |           |                                             |                                         |                      |                                                                                   |
| 49 | 25        | Space Bong – Geheimagent 4712               | Space Bong                              | 30. Okt. 1985        | Alex Lovy                                                                         |
| Es ist ein Fall von Verwechslung, als George von einer feindlichen Spionageorganisation namens SNEAK entführt wird. Während seiner Tortur als deren Gefangener entdeckt George seinen genauen Doppelgänger, einen Geheimagenten namens Space Bong (eine Anlehnung an James Bond), der ihm hilft, dem Zugriff der Organisation zu entkommen. |           |                                             |                                         |                      |                                                                                   |
| 50 | 26        | Spacelys Halloweenparty                     | Haunted Halloween                       | 31. Okt. 1985        | Mark Young                                                                        |
| Der Kurator eines Museums hat ein besonderes Interesse an Orbitty und möchte ihn rechtzeitig zu Halloween zu seinem Spezialprojekt machen. |           |                                             |                                         |                      |                                                                                   |
| 51 | 27        | Astros großer Tag                           | Astro's Big Moment                      | 1. Nov. 1985         | Chuck Coach und Alex Lovy                                                         |
| Mr. Spacely beauftragt George als Richter bei der jährlichen Spacely Space Sprockets Space Dog Show zu fungieren. Aber das führt zu einer sehr stressigen Situation für ihn, denn seine Familie will, dass er Astro zum Sieger macht und der Chef will, dass er dafür sorgt, dass der Pudel seiner Frau den Sieg davonträgt, und sogar ein Mafioso namens Mangler Mars mischt sich ein, indem er George dazu bringt, seine Bulldogge Starbite zum Sieger zu wählen. Welche Wahl wird George treffen? Am Ende wird Mrs. Spacelys Pudel weggebracht, um Welpen zur Welt zu bringen; Starbite entpuppt sich als gestohlener Hund, was dazu führt, dass die Mafiosi verhaftet werden; und Astro gewinnt, wobei ein streunender Hund einen Trostpreis erhält: Hundefutter. |           |                                             |                                         |                      |                                                                                   |
| 52 | 28        | Das große Los                               | Jetsons' Millions                       | 4. Nov. 1985         | O. Gordy                                                                          |
| Spacely bietet George zwei Loshefte für die Verlosung der Venus-Lotterie an, aber Mrs. Spacely ist beleidigt, als George tatsächlich den Hauptpreis von 10.000.000 Venuties gewinnt. |           |                                             |                                         |                      |                                                                                   |
| 53 | 29        | Der große Irrflug                           | The Wrong Stuff                         | 5. Nov. 1985         | Barry E. Blitzer                                                                  |
| Nachdem er einen Wissenschaftswettbewerb in der Schule gewonnen hat, wird Elroy mit seiner Familie zum Start einer Raumfähre eingeladen. Aber er bekommt mehr, als er erwartet, als er und Astro an Bord des Shuttles gehen und in den Weltraum geschossen werden. Sie können zwar zur Erde zurückkehren, sind aber altersmäßig stark verändert. Eine Parodie auf Der Stoff, aus dem die Helden sind. |           |                                             |                                         |                      |                                                                                   |
| 54 | 30        | Eine Kreuzfahrt auf dem Traumweltraumschiff | The Vacation                            | 7. Nov. 1985         | Alex Lovy                                                                         |
| Als Jane einen Wochenendtrip mit ihrer Familie auf der „Love Rocket“ gewinnt, müssen sie und George feststellen, dass ihr Urlaub nicht so schön ist, wie es scheint, denn beide müssen sich mit alten Flammen aus ihrer Highschool-Zeit auseinandersetzen. |           |                                             |                                         |                      |                                                                                   |
| 55 | 31        | Der Superwerfer                             | Team Spirit                             | 11. Nov. 1985        | Gary Warne                                                                        |
| Die Spacely Sprockets und die Cogswell Cogs befinden sich auf dem Roboter-Baseballfeld im Krieg, und George ist der Star-Pitcher von Spacelys Team. Aber wenn Cogswell die Waage zu seinen Gunsten ausschlägt, wird Jetson genug Energie haben, um das letzte Inning zu überstehen? |           |                                             |                                         |                      |                                                                                   |
| 56 | 32        | Ein Blick in die Zukunft                    | Future Tense                            | 12. Nov. 1985        | George Atkins                                                                     |
| Als Jane eine Designerbrille anprobiert, die sie auf dem Planeten Bevdayo gekauft hat, erlangt sie die Fähigkeit für kurze Zeit in die Zukunft zu blicken. Nachdem sie verschiedene Visionen gesehen hat, wird Jane von George in die Stadt mitgenommen, um die Ergebnisse zu sehen. Ihr größter Test findet auf der Rennbahn statt, wo Janes Brille die Gewinner vorhersagt. Doch schon bald werden sie von zwei Leuten verfolgt, die sie für Gangster halten. |           |                                             |                                         |                      |                                                                                   |
| 57 | 33        | Das Vatertagsvideo                          | Far-Out Father                          | 13. Nov. 1985        | Mark Young                                                                        |
| Elroy muss ein Vatertagsvideo für seine Schulklasse drehen, aber Astros Schwärmerei für den Pudel von nebenan verursacht mehr Probleme, als Elroy und George bewältigen können. |           |                                             |                                         |                      |                                                                                   |
| 58 | 34        | Elroys Hundeerziehungsmaschine              | Dog Daze Afternoon                      | 15. Nov. 1985        | Barbara Levy und Marc Paykuss                                                     |
| George und Jane begleiten Mr. Spacely zu einem Geschäftskongress, wo sie hoffen, die neueste Erfindung des Unternehmens, den EXIT (EXecutive Instant Transporter), vorzustellen. In der Zwischenzeit ist Judy für den Haushalt zuständig, während Elroy seine eigene Erfindung, einen Hundetrainer, testet, in der Hoffnung, damit Geld zu verdienen und den Hunden der Nachbarschaft zu helfen, sich besser zu benehmen. Doch eine Verwechslung der Programmdisketten führt auf beiden Seiten zu fast katastrophalen Ergebnissen, die dazu führen könnten, dass George gefeuert wird und Elroy nach allen verschwundenen Hunden suchen muss. |           |                                             |                                         |                      |                                                                                   |
| 59 | 35        | Opa läßt die Puppen tanzen                  | Grandpa and the Galactic Gold Digger    | 19. Nov. 1985        | Evelyn A-R Gabai und Glenn Leopold                                                |
| Opa Montague Jetson kehrt zurück und verliebt sich in eine junge Teenagerin namens Nova Neutron, ohne zu wissen, dass ihr Freund Tyco ihn mit Mr. Spacely verwechselt hat und ihn ausrauben will. |           |                                             |                                         |                      |                                                                                   |
| 60 | 36        | Die Rache des Roboters                      | Robot's Revenge                         | 20. Nov. 1985        | George Atkins                                                                     |
| Nachdem ein inkompetenter Roboter namens Ralph in seinem 32. Job gefeuert wurde, beschließt er, sich an der Person zu rächen, die seine Kündigung verursacht hat – George Jetson. |           |                                             |                                         |                      |                                                                                   |
| 61 | 37        | Sag die Wahrheit                            | To Tell the Truth                       | 22. Nov. 1985        | Harvey Bullock                                                                    |
| George überredet Elroy, seiner Mutter die Wahrheit darüber zu sagen, was mit ihrem Lieblingskrug passiert ist. Doch als Bubbles Blastoff, ein Gast in Spacelys Fabrik, mit dem roten Auge zurück zu ihrem Planeten fliegen muss, strandet George mit ihr auf einem Asteroiden. Wird er seinem eigenen Beispiel folgen und Jane die Wahrheit darüber sagen, warum er bis zum Morgen nicht nach Hause zurückgekehrt ist? |           |                                             |                                         |                      |                                                                                   |
| 62 | 38        | Boy George, jung und dynamisch              | Boy George                              | 25. Nov. 1985        | Geschichte: Charles M. Howell IV und Alan Burnett; Drehbuch: Charles M. Howell IV |
| Als Spacely George davon überzeugt, dass er zu alt ist, um Spacely Sprockets zu repräsentieren, versucht er eine schnelle Lösung, um jünger zu werden – mit katastrophalen Ergebnissen. |           |                                             |                                         |                      |                                                                                   |
| 63 | 39        | Judys romantisches Geheimnis                | Judy's Elopement                        | 27. Nov. 1985        | Jeff Hall                                                                         |
| Spacely stellt seinen Neffen Sam als Georges neuen Vorgesetzten ein, aber Sam hat seine eigenen Pläne: Er will mit Cogswells Tochter Asteroid durchbrennen. Doch gemischte Botschaften von Rosie überzeugen George, dass Judy mit Sam durchbrennt. |           |                                             |                                         |                      |                                                                                   |
| 64 | 40        | Familienbande                               | The Century's Best                      | 29. Nov. 1985        | Mark Young                                                                        |
| Der Weltraum-Zeitkapsel-Wettbewerb ist im Gange und Orbitty hat ein Teilnahmeformular für die Qualifikation. Es wird jedoch nur ein Beitrag pro Formular akzeptiert und die Jetsons kämpfen bis zur Erschöpfung um die Kontrolle über den Wettbewerbsbeitrag. Nachdem ein unwahrscheinlicher Verbündeter ihnen hilft ihre Beiträge zu einem einzigen zusammenzufassen, werden die Jetsons zur „Zukunftsfamilie des Jahres“ erklärt. Diese Folge enthält Ausschnitte aus den früheren Jetsons-Folgen „Elroy trifft Orbitty“, „Judys Geburtstagsüberraschung“, „Der Hochzeitstag“ und „Super George“. |           |                                             |                                         |                      |                                                                                   |
| 65 | 41        | Frohe Weihnachten Mr. Spacely               | A Jetson Christmas Carol                | 13. Dez. 1985        | Barbara Levy und Marc Paykuss                                                     |
| In Anlehnung an Charles Dickens’ „A Christmas Carol“ befiehlt Mr. Spacely George, an Heiligabend Überstunden zu machen, was ihn zu erschöpfen beginnt. In der Zwischenzeit wird Astro bei einem verrückten Unfall verletzt, als er eine Spielzeugroboterkatze jagt, und er leidet an einer lebensbedrohlichen Krankheit. Nun liegt es an den Geistern der vergangenen, gegenwärtigen und zukünftigen Weihnachten, Spacely davon zu überzeugen, dass Weihnachten eine Zeit des Gebens ist. Hinweis: Fred und Wilma Feuerstein geben einen Cameo-Auftritt als Figuren auf einer Filmleinwand. |           |                                             |                                         |                      |                                                                                   |

## Staffel 3
| Nr. (ges.) | Nr. (St.) | Deutscher Titel                | Originaltitel            | Erstausstrahlung USA | Drehbuch                    |
| --- | --------- | ------------------------------ | ------------------------ | -------------------- | --------------------------- |
| 66 | 1         | Der große Clou                 | Crime Games              | 19. Okt. 1987        | Haskell Barkin              |
| Eine Fehlfunktion des TeleViewers führt dazu, dass Elroy einen Raubüberfall von „The Gripfather“ (eine Anspielung auf „The Godfather“) entdeckt, und George gerät mitten hinein. |           |                                |                          |                      |                             |
| 67 | 2         | Die Intelligenzbestie          | ASTROnomical I.Q.        | 21. Okt. 1987        | George Atkins               |
| Elroy erfindet eine Maschine, die die Evolution beschleunigen kann und Astro wird in ein Supergenie verwandelt, was fast dazu führt, dass die Familie ihr Haus verliert. (Besondere Gaststimme: Der Spielshow-Moderator Wink Martindale spricht im englischen „Wink Martiandale“ (dt. Frank Neunmalklug)) |           |                                |                          |                      |                             |
| 68 | 3         | Ein Job für Judy               | 9 to 5 to 9              | 23. Okt. 1987        | Barry O’Brien und Bob Smith |
| Als Judys neuester Schwarm, Rocky Retro, sich in Marsha VanMarsdales neuen Gleiter verliebt, ist Judy fest entschlossen, genug Geld zu verdienen, um ihren eigenen Raumgleiter zu bezahlen – auch wenn das bedeutet, dass sie rund um die Uhr arbeiten muss. |           |                                |                          |                      |                             |
| 69 | 4         | Das Eifersuchtsdrama           | Invisibly Yours, George  | 27. Okt. 1987        | Bruce Howard                |
| Mehrere Missgeschicke mit Spacelys neuem „Fleckenentferner“ führen dazu, dass George unsichtbar wird. |           |                                |                          |                      |                             |
| 70 | 5         | Wenn der Vater mit der Tochter | Father/Daughter Dance    | 29. Okt. 1987        | Haskell Barkin              |
| Judy möchte sich beim diesjährigen Vater-Tochter-Tanz nicht blamieren, also trifft George mit Opa Jetson Absprachen, um ihn als Judys Partner zu ersetzen. |           |                                |                          |                      |                             |
| 71 | 6         | Dentalo Mortale                | Clean as a Hound's Tooth | 2. Nov. 1987         | George Atkins               |
| George stellt fest, dass er in letzter Zeit wegen seiner Zähne gestresst ist. Sein Zahnarzt fertigt deshalb spezielle Zahnprothesen an, die ihn entspannen sollen – doch am Ende stresst ihn das noch mehr. |           |                                |                          |                      |                             |
| 72 | 7         | Hochzeitsglocken für Rosie     | Wedding Bells for Rosey  | 4. Nov. 1987         | Mark Young                  |
| Als Mac zur endgültigen Deaktivierung markiert wird, entdeckt George, dass Henrys Roboter einen anderen mit einem aktualisierten BEBOP heiraten oder recycelt werden muss. |           |                                |                          |                      |                             |
| 73 | 8         | Das grüne Verhängnis           | The Odd Pod              | 6. Nov. 1987         | Barry E. Blitzer            |
| Jane kauft eine außerirdische Pflanze, die für einen Wettbewerb für exotische Pflanzen bestimmt ist, aber sie richtet in der Wohnung großen Schaden an. Währenddessen versucht George, seinen Auftritt im Barbershop-Quartett zu perfektionieren. |           |                                |                          |                      |                             |
| 74 | 9         | Der doppelte George            | Two Many Georges         | 10. Nov. 1987        | Harvey Bullock              |
| George wird von Orwell, Spacelys Neffen, überzeugt, sich zu klonen und seine Eigenschaften zu verbessern. Aber dieser neue und verbesserte George verleitet das Original dazu zu glauben, dass seine Familie ihn nicht mehr braucht. |           |                                |                          |                      |                             |
| 75 | 10        | Die Urlaubsvertretung          | Spacely for a Day        | 12. Nov. 1987        | Haskell Barkin              |
| Spacely überredet alle seine Angestellten, einen Eignungstest zu machen und sorgt dafür, dass George am schlechtesten abschneidet. Doch als Judy, Elroy und Astro das Ergebnis seines Vaters so ändern, dass er besser abschneidet als alle anderen, wird George für einen Tag mit der Leitung von Spacelys Fabrik beauftragt, als sein Chef gezwungen ist, spontan Urlaub zu nehmen. Als er erfährt, dass George für Spacelys Fabrik verantwortlich ist, schmiedet Cogswell Pläne, um Spacely Space Sprockets ein für alle Mal zu zerstören, und versucht sicherzustellen, dass George die Schuld auf sich nimmt. |           |                                |                          |                      |                             |